# 冰点 (中国青年报)
《冰点》是北京《中国青年报》旗下的周刊，创刊于1995年1月6日。

## 概况
《冰点》最初叫《冰点新闻》，1995年1月6日创刊，最初为每周出刊一次的专题新闻版，内容包括专题新闻和时事评论，其發刊詞指出：「在不放棄社會『熱點』、『焦點』同時，更多地去關注尚不那麼顯著的人群和事物，更多關注普通人旳生存狀態與想法，更多發表一些人所未言的真知灼見」，首篇報道為王偉群（女士）的《北京最後的糞桶》。由于其敢于言论、关系民众与社会命运的风格，一直很受读者欢迎。
1998年在该版开设专门发表时事评论的栏目“冰点时评”。1999年11月改版为“青年话题”版，并保留“冰点时评”。另外开设专题长篇新闻版“冰点周刊”。
随着《中国青年报》整体改版，2004年6月2日，《冰点》由1版扩展为4版，增加了文化、科学、人物等版面。
《冰点新闻》创刊当年即获《中国青年报》读者评选的“我最喜爱的专版”。第二年又入选第二届“中国新闻名专栏奖”。2005年，“冰点时评”专栏入选第三届“中国新闻名专栏奖”。
其中，《冰点》系列栏目发表的专题新闻共出版574期（截至2006年1月24日），不少报道曾被广泛转载，引起较大反响，包括：
- 《离开雷锋的日子》，后被拍成电影、电视片；
- 《我所认识的鬼子兵》，后被扩展成畅销书；
- 《平型关战役与平型关大捷（页面存档备份，存于）》，2005年6月1日刊出，首次在中国大陆官方媒体上报道了国民党军队在此次战斗中的牺牲，据称该报道被中宣部阅评组批评。
- 《你可能不知道的台灣（页面存档备份，存于）》，龍應台著，2005年5月25日刊出，首次客觀真實地向大陸人民介紹了台灣幾十年來的變化和發展，在讀者中引起了強烈的反響和好評，被中宣部批評「處處針對共產黨」。
- 《我心中的耀邦（页面存档备份，存于）》胡啟立著，2005年12月7日刊登，該文為中青報16年來首篇紀念胡耀邦的長篇文章，刊後立刻被海內外媒體轉載。刊後中宣部致電報館批評違反「沒有自選動作」規定。

《冰点》刊登的专题新闻曾多次结集出版，如《冰点98》等。主编李大同在2005年11月，出版了回顾冰点10年的历程的《冰点故事》，被多間大學新聞系列為必讀參考書。

## 停刊事件
《冰点》在读者中受到好评，成為報紙的品牌欄目而受到關注，但部分报道内容引起官方的不满。2004年7月，《中国青年报》知名记者、作家卢跃刚在网上发表公开信指责赵勇，抨击其对《冰点》的选题等工作横加干涉。
2006年1月11日，第574期《冰点》周刊刊登中山大学哲學系教授袁伟时《现代化与历史教科书》一文，引起中共中央宣传部强烈不满，中宣部新闻局2006年1月20日內部發行的《新闻阅评》第34期上严厉批评文章「為早定結論的歷史問題翻案，在黨的思想陣地上不止一次地散播有嚴重錯誤的觀點」「是對我們黨倡導的社會主流文化的惡意詆毀」。中國共產主義青年團中央宣传部于2006年1月24日上午下令将“冰点周刊”停刊整頓，同日下午5時中国各大媒体接到中宣部、国务院新闻办、北京市新闻局等部门的通知，禁止中国大陆其他媒体报道“冰点周刊”停刊事情。
与以往被整顿者不同，冰点主编李大同在《冰點》被停刊翌日晚上即在互联网上发表《就〈冰点〉周刊被非法停刊的公开抗议》，将相关事实放入公众视线下辩论。
据李大同在其著作提及：2006年2月6日下午，李大同把举报中宣部的申诉书交给中青报社党组书记王宏猷，希望可以向中央纪检委提交该申诉书，进而希望在一星期內逐級上交至中纪委调查此事，并允许“冰点周刊”复刊。2月13日王宏猷转达团中央的回复：在经多人研究了党的各项章程之后，认为上级党组织没有义务一定要转交党员的申诉，所以决定不予将此申告向中纪委转交，退回本人自行处理。
2月16日，《中国青年报》党组织在记者会上表示（页面存档备份，存于），《冰点周刊》将在3月1日复刊，主编李大同、副主编卢跃刚被免职，暫安排到中青報內部的新聞研究所任职。当天下午在中華人民共和國外交部例行记者会上，有记者提问《冰点周刊》停刊事件，該部发言人秦刚说，《冰点周刊》所刊载的《现代化与历史教科书》一文，“严重违背历史事实，伤害中国人民感情，损害《中国青年报》形象”，因此停刊整顿该刊物。
2月17日，李大同、卢跃刚发表联合声明，认为在对《冰点周刊》处理上，官方做法不符合宪法等法律规定，也不符合共产党内部规定。聲明中同時指出团中央拒绝上交申诉书违反《关于党内政治生活的若干准则》的如下规定：

“党员对党组织关于他本人或其他人的处理，有权在党的会议上、或向上级组织直至中央提出声明、申述、控告和辩护。党组织对党员的声明、申述、控告和辩护必须及时处理或转递，不得扣压，承办单位不得推诿。申诉和控告信不许转给被控告人处理。不许对申诉人或控告人进行打击报复。”
3月1日，《冰点周刊》恢复出版，首篇文章為中國社會科學院近代史研究所研究員張海鵬撰寫的《反帝反封建是近代中國歷史的主題》文章，反驳袁伟时《现代化与历史教科书》一文。後來袁偉時再撰文《為何、何時、如何“反帝反封建”》反駁張海鵬言論，在3月24日經李大同向《冰點》主編陳小川和副主編杜湧濤投書並要求刊登，但編輯部認為事情已告一段落，拒絕刊登。其后该文章由《亚洲周刊》刊登。

### 相关文件
- 中宣部新闻局《新闻阅评》第8136期：[5]
- 共青团中央宣传部的处理决定：[6]

有人在互联网上公开以上文件，但有关部门没有公开回应此事。

### 意见与评论
很多人（包括李大同主編在內）认为袁伟时的文章只是导火索，《冰点》以前所发表过的文章，包括章诒和《一陣風，留下了千古絕唱》（选摘）、龙应台《你可能不知道的台湾》、《文化是甚麼》等，所引起的讨论效应，引起官方的不满，可能是造成《冰点》被停刊的主因。
停刊事件在许多国际媒体上被广泛报道，如英國廣播公司、《纽约时报》等都播发了相关新闻。许多媒体认为这是大陆繼2006年春節前整頓《新京報》高層後新闻自由的再一次被侵犯。
1月26日，台湾作家龙应台在香港《明報》、台灣《中國時報》等香港、台灣、新加坡與美國多家媒体上同时发表《请用文明来说服我──给胡锦涛先生的公开信》，為声援《冰点》打開序幕。前新华社副社长李普则强烈批评中宣部做法，并呼吁胡锦涛整顿中宣部。原《人民日报》社长、总编辑胡绩伟亦撰文声援《冰点》周刊。

2月2日，江平、朱厚泽、李锐、李普、何家栋、何方、邵燕祥、张思之、吴象、钟沛璋、胡绩伟、彭迪、戴煌等人签名“关于冰点事件的联合声明”，要求
一、中宣部就冰点事件向中央提出书面报告，深刻检讨，汲取教训，撤销“阅评小组”。
二、全面恢复《冰点》周刊，不得“秋后算帐”。
三、尽快出台《新闻保护法》，废除一切恶性管制新闻的办法，保障新闻媒体的职业权利。 
另外，盧躍剛在3月12日《明報》副刊發表《有一個人，叫「劉賓雁」》文章，（作於2006年1月16日，原文最早發表在報社內部的「采通網」，1月19日在網上發表，講述中國的報導文學發展和劉賓雁之關係，也提及盧與通訊的經過，並談及不讓劉回國治病的感想等。）並提及此文是本次事件中他免職的第一大罪狀。2006年3月底，前《南方周末》編輯，現為香港大學新聞及傳媒研究中心中國傳媒研究計畫主任錢鋼亦分別在香港《明報》與台灣《中國時報》撰文《從賓雁到冰點》指出原《中國青年報》劉賓雁1956年4月至9月在《人民文學》發表的《本報內部消息》等被劃為反派的方式與是次《冰點》遭整肅是五十年歷史的重演。

### 後續事件
2006年10月16日，有媒體報道《中國青年報》總編輯李而亮突被調職，由常務副總編兼現時《冰點》周刊主編的陳小川接任，沒有說明調職原因。而原社長兼黨組書記王宏猷由社長成為黨組書記，由副社長徐文新接任社長一職；據悉這是10月12日共青團中央內部會議的決定。
由於調職並未提及原因，外界推測這是因李而亮2004年末起任職期間對《冰點》稿件把關不嚴，導致2005年下半年的一系列批判敏感文章（本條目上有詳述）能順利刊行，這次調職是對該事件的「一個了結」。

## 相关文艺作品
- 《夜》（页面存档备份，存于）